# Morti il 15 luglio
| Questa pagina contiene informazioni ricavate automaticamente dalle voci biografiche con l'ausilio del template Bio e di un bot. L'aggiornamento è periodico e automatico e ricostruisce completamente la pagina. Se manca una persona in questa lista, sei pregato di non aggiungerla, ma accertati piuttosto che la sua voce biografica contenga il template Bio e che i dati anagrafici siano correttamente compilati. Se il template Bio manca, inseriscilo tu stesso o, in alternativa, metti l'avviso {{tmp\|Bio}} che ne segnala la mancanza. Se i dati riportati sono sbagliati, correggi direttamente la voce biografica; le modifiche saranno visibili in questa lista entro pochi giorni. Per chiarimenti vedi il progetto biografie. La lista contiene solo le 480 persone che sono citate nell'enciclopedia e per le quali è stato implementato correttamente il template Bio. Pagina aggiornata al 17 ago 2025. |

## VIII secolo(1)
- 756 - Yang Guifei, cinese (n. 719)

## IX secolo(1)
- 872 - Atanasio I di Napoli, vescovo italiano

## X secolo(1)
- 937 - Meginwarch, nobile franco

## XI secolo(2)
- 1015 - Vladimir I di Kiev, santo russo
- 1024 - Bezelino di Villingen, nobile tedesco

## XIII secolo(5)
- 1242 - Ceslao di Cracovia, presbitero polacco
- 1249 - Heinrich von Hohenlohe, nobile tedesco
- 1274 - Bonaventura da Bagnoregio, cardinale, filosofo e teologo italiano
- 1291 - Rodolfo I d'Asburgo, sovrano tedesco (n. 1218)
- 1299 - Eirik II di Norvegia, sovrano norvegese (n. 1268)

## XIV secolo(5)
- 1346 - Tommaso Guasco, religioso italiano (n. 1283)
- 1377 - Giovanni Magalotti, politico italiano
- 1381 - John Ball, presbitero inglese (n. 1338)
- 1397 - Caterina di Henneberg, contessa (n. 1334)
- 1400 - Ceccolo Broglia, nobile e condottiero italiano (n. 1352)

## XV secolo(12)
- 1406 - Guglielmo I d'Asburgo, duca (n. 1370)
- 1410 - Ulrich von Jungingen, cavaliere medievale tedesco (n. 1360)
- 1410 - Friedrich von Wallenrode
- 1443 - Pietro Besozzi, giurista italiano
- 1445 - Giovanna Beaufort, regina
- 1458 - Bernardo II di Baden, nobile tedesco
- 1470 - Alexander Gordon, I conte di Huntly, nobile scozzese
- 1472 - Giovanni II di Nassau-Saarbrücken, sovrano tedesco (n. 1423)
- 1477 - Giovanni Antonio Campano, umanista e vescovo cattolico italiano (n. 1429)
- 1487 - Branda Castiglioni, vescovo cattolico italiano (n. 1415)
- 1500 - Astorre Baglioni, condottiero italiano
- 1500 - Grifonetto Baglioni, politico italiano (n. 1477)

## XVI secolo(16)
- 1532 - Pasquino Corso, condottiero italiano
- 1542 - Lisa Gherardini, nobildonna italiana (n. 1479)
- 1544 - Renato di Chalon, nobile tedesco (n. 1519)
- 1544 - Giovanni Antonio Sogliani, pittore italiano (n. 1492)
- 1552 - Emilio Ferretti, giurista e diplomatico italiano (n. 1489)
- 1553 - Francesco di Waldeck, vescovo cattolico tedesco (n. 1491)
- 1561 - Luisa di Borbone-Montpensier, nobile francese (n. 1482)
- 1567 - Scipione d'Este, vescovo cattolico italiano (n. 1498)
- 1570 - Ignazio de Azevedo, gesuita portoghese (n. 1526)
- 1570 - Nicolaus Gallus, teologo tedesco (n. 1516)
- 1571 - Shimazu Takahisa, militare giapponese (n. 1514)
- 1579 - Simão Rodrigues, gesuita portoghese (n. 1510)
- 1595 - Giulio Savorgnan, ingegnere italiano (n. 1510)
- 1595 - Toyotomi Hidetsugu, militare giapponese (n. 1568)
- 1596 - Giuseppe Valeriano, pittore, architetto e gesuita italiano (n. 1542)
- 1600 - Antonio Contin, scultore e architetto svizzero (n. 1566)

## XVII secolo(11)
- 1609 - Annibale Carracci, pittore italiano (n. 1560)
- 1614 - Pierre de Bourdeille, storico e biografo francese (n. 1540)
- 1615 - Zygmunt Gonzaga Myszkowski, nobile polacco (n. 1562)
- 1635 - Luke Foxe, esploratore britannico (n. 1586)
- 1641 - Aernout van Buchel, scrittore e disegnatore olandese (n. 1565)
- 1655 - Girolamo Rainaldi, architetto italiano (n. 1570)
- 1658 - Lorenzo Ramírez de Prado, umanista, politico e scrittore spagnolo (n. 1583)
- 1664 - Enrico Volrado di Waldeck, nobile tedesco (n. 1642)
- 1685 - James Scott, I duca di Monmouth, nobile e militare inglese (n. 1649)
- 1686 - Gilles Rousselet, incisore francese (n. 1610)
- 1695 - Eremya Çelebi Kömürciyan, poeta, tipografo e storico armeno (n. 1637)

## XVIII secolo(18)
- 1711 - John Holles, I duca di Newcastle-upon-Tyne, nobile e politico inglese (n. 1662)
- 1715 - Jean-Marie de La Marque de Tilladet, religioso e abate francese (n. 1650)
- 1716 - Gaetano Veneziano, compositore italiano (n. 1656)
- 1732 - Woodes Rogers, corsaro britannico (n. 1679)
- 1735 - Robert de Cotte, architetto francese (n. 1656)
- 1736 - Francesca Giuseppa di Braganza, principessa portoghese (n. 1699)
- 1738 - Antonio Maria Pacchioni, compositore italiano (n. 1654)
- 1753 - Thomas Fermor, I conte di Pomfret, nobile inglese (n. 1698)
- 1755 - Domenico Del Mela, religioso italiano
- 1758 - Giambattista Crosato, pittore e scenografo italiano (n. 1686)
- 1765 - Charles-André van Loo, pittore francese (n. 1705)
- 1766 - Pompilio Maria Pirrotti, religioso italiano (n. 1710)
- 1774 - Maria Cristina de Rouvroy, nobile francese (n. 1728)
- 1777 - Antonio Calegari, scultore italiano (n. 1699)
- 1789 - Jacques Duphly, clavicembalista, organista e compositore francese (n. 1715)
- 1793 - Giovanni Battista Nicolai, matematico e presbitero italiano (n. 1726)
- 1796 - Domenico Lorenzo Ponziani, giurista, scacchista e presbitero italiano (n. 1719)
- 1798 - Gaetano Pugnani, violinista e compositore italiano (n. 1731)

## XIX secolo(63)
- 1801 - William Legge, II conte di Dartmouth, nobile e politico inglese (n. 1731)
- 1802 - Louis-Marie-Stanislas Fréron, politico, rivoluzionario e militare francese (n. 1754)
- 1804 - Giuseppe Bertieri, arcivescovo cattolico italiano (n. 1734)
- 1805 - Vincenzo Moncada, nobile, politico e militare italiano (n. 1732)
- 1814 - Francisco Espejo, avvocato venezuelano (n. 1758)
- 1817 - Susannah Darwin, nobildonna inglese (n. 1765)
- 1826 - Giovanni Ansani, tenore italiano (n. 1744)
- 1826 - Domenico Arcaroli, arcivescovo cattolico italiano (n. 1731)
- 1827 - Carlo Alessandro di Thurn und Taxis, principe (n. 1770)
- 1828 - Jean-Antoine Houdon, scultore francese (n. 1741)
- 1830 - Giovanni Ferri de Saint-Constant, saggista italiano (n. 1755)
- 1830 - Dominique-Joseph René Vandamme, generale francese (n. 1770)
- 1831 - Nikolaj Borisovič Jusupov, diplomatico russo (n. 1750)
- 1835 - Izabela Fleming, principessa e scrittrice polacca (n. 1746)
- 1841 - Félix Savary, astronomo e fisico francese (n. 1797)
- 1844 - Claude Fauriel, storico, linguista e critico letterario francese (n. 1772)
- 1845 - Alexander Murray, VI conte di Dunmore, nobile scozzese (n. 1804)
- 1848 - Antonio Solera, patriota, magistrato e avvocato italiano (n. 1786)
- 1851 - Anne-Marie Javouhey, religiosa francese (n. 1779)
- 1853 - Wilhelm von Kobell, incisore, disegnatore e pittore tedesco (n. 1766)
- 1854 - George W. Towns, politico statunitense (n. 1801)
- 1855 - Agustín Muñoz, nobile spagnolo (n. 1837)
- 1857 - Carl Czerny, pianista e compositore austriaco (n. 1791)
- 1857 - Jean-Baptiste-Antoine Lassus, architetto e restauratore francese (n. 1807)
- 1858 - José Gregorio Monagas, politico venezuelano (n. 1795)
- 1860 - Jacques Laurent Favrat de Bellevaux, politico italiano (n. 1783)
- 1861 - Joanna Mary Boyce, pittrice inglese (n. 1831)
- 1861 - Adam Jerzy Czartoryski, nobile, politico e scrittore polacco (n. 1770)
- 1861 - Giacomo Sondaz, carabiniere italiano (n. 1833)
- 1862 - David E. Twiggs, generale statunitense (n. 1790)
- 1864 - Anton Csorich von Monte Creto, generale austriaco (n. 1795)
- 1868 - William Green Morton, odontoiatra statunitense (n. 1819)
- 1868 - Gustav Friedrich Waagen, storico dell'arte tedesco (n. 1794)
- 1869 - Domenico Genoino, imprenditore e politico italiano (n. 1814)
- 1871 - Ján Chalupka, scrittore slovacco (n. 1791)
- 1871 - Thomas Lincoln III, statunitense (n. 1853)
- 1873 - Gustav Rose, mineralogista tedesco (n. 1798)
- 1874 - Antonio Cipolla, architetto italiano (n. 1822)
- 1875 - Pavel Christoforovič Grabbe, generale russo (n. 1789)
- 1876 - Juan Pablo Duarte, politico dominicano (n. 1813)
- 1876 - Aleksander Fredro, commediografo e poeta polacco (n. 1793)
- 1878 - Maurice Joly, scrittore, giornalista e avvocato francese (n. 1829)
- 1879 - Zelindo Ciro Boddi, politico italiano (n. 1811)
- 1879 - Johann Friedrich von Brandt, naturalista tedesco (n. 1802)
- 1882 - Francesco Vaccaro, pittore italiano (n. 1808)
- 1883 - Juan Álvarez de Lorenzana, politico e pubblicista spagnolo (n. 1818)
- 1883 - Charles-Émile-Callande de Champmartin, pittore francese (n. 1797)
- 1884 - Henry Wellesley, I conte Cowley, ambasciatore britannico (n. 1804)
- 1885 - Rosalía de Castro, poetessa e scrittrice spagnola (n. 1837)
- 1886 - Billy McWha, calciatore nordirlandese (n. 1862)
- 1890 - Gottfried Keller, scrittore e poeta svizzero (n. 1819)
- 1891 - Frank Miles, pittore inglese (n. 1852)
- 1892 - Ulrika Victoria Åberg, pittrice finlandese (n. 1824)
- 1894 - Bruno Piglhein, pittore tedesco (n. 1848)
- 1895 - Teresa Brambilla, soprano italiano (n. 1813)
- 1895 - Salomon Moos, medico tedesco (n. 1831)
- 1897 - Giovanni Cantoni, patriota, fisico e politico italiano (n. 1818)
- 1897 - William Thierry Preyer, psicologo e fisiologo tedesco (n. 1841)
- 1897 - Alexander Wheelock Thayer, giornalista e musicologo statunitense (n. 1817)
- 1898 - Thomas Bridges, missionario e linguista britannico (n. 1842)
- 1898 - James A. Roosevelt, imprenditore e filantropo statunitense (n. 1825)
- 1899 - Georgios Averof, imprenditore e filantropo greco (n. 1815)
- 1900 - Giulio Matteoli, vescovo cattolico italiano (n. 1841)

## XX secolo(236)
- 1901 - Ernesto Mezzabotta, giornalista e scrittore italiano (n. 1852)
- 1902 - Prospero Piatti, pittore italiano (n. 1840)
- 1904 - Anton Čechov, scrittore e drammaturgo russo (n. 1860)
- 1905 - Raimundo Fernández Villaverde, politico spagnolo (n. 1848)
- 1907 - Eugène Poubelle, funzionario, avvocato e diplomatico francese (n. 1831)
- 1907 - Qiu Jin, rivoluzionaria e scrittrice cinese (n. 1875)
- 1909 - George Tyrrell, teologo irlandese (n. 1861)
- 1911 - Carlo Ademollo, pittore italiano (n. 1824)
- 1911 - Louise von Alten, nobildonna tedesca (n. 1832)
- 1911 - Fulvia Bisi, pittrice italiana (n. 1818)
- 1911 - Victor-Onésime-Quirin Laurans, vescovo cattolico francese (n. 1842)
- 1912 - Francisco Lázaro, maratoneta portoghese (n. 1891)
- 1913 - Domenico Lobello, medico e patriota italiano (n. 1838)
- 1915 - Hans Dülfer, alpinista tedesco (n. 1892)
- 1915 - Alfonso Giordano, medico italiano (n. 1843)
- 1915 - Raffaello Giovagnoli, scrittore, patriota e politico italiano (n. 1838)
- 1915 - Aimé Giral, rugbista a 15 francese (n. 1895)
- 1918 - Friedrich Friedrichs, aviatore e militare tedesco (n. 1895)
- 1919 - Hermann Emil Fischer, chimico tedesco (n. 1852)
- 1921 - Alphonsus de Guimaraens, poeta brasiliano (n. 1870)
- 1922 - Dürriye Sultan, principessa ottomana (n. 1905)
- 1922 - Biagio Nazzaro, pilota motociclistico e pilota automobilistico italiano (n. 1892)
- 1923 - Semën Zinov'evič Alapin, scacchista russo (n. 1856)
- 1923 - Francesca Armosino, italiana (n. 1848)
- 1924 - Azem Galica, militare albanese (n. 1889)
- 1924 - Alberto Cencelli, politico e agronomo italiano (n. 1860)
- 1924 - Paul Mauch, calciatore tedesco (n. 1897)
- 1924 - Giacomo Trabucco, geologo, cartografo e paleontologo italiano (n. 1845)
- 1925 - Aldo Netti, ingegnere e politico italiano (n. 1869)
- 1926 - J. P. Postgate, latinista e grecista britannico (n. 1853)
- 1927 - Paul Bäumer, militare e aviatore tedesco (n. 1896)
- 1927 - Constance Markiewicz, politica irlandese (n. 1868)
- 1927 - Beniamino Vergani, scacchista italiano (n. 1863)
- 1928 - Henry R. Rathbone, politico statunitense (n. 1870)
- 1929 - John Griffith Wray, regista e sceneggiatore statunitense (n. 1881)
- 1929 - Hugo von Hofmannsthal, scrittore, poeta e drammaturgo austriaco (n. 1874)
- 1930 - Lipót Auer, violinista e compositore ungherese (n. 1845)
- 1930 - Vito Bonventre, mafioso italiano (n. 1875)
- 1930 - A.E. Coleby, regista, sceneggiatore e attore inglese (n. 1876)
- 1930 - Anton Malej, ginnasta jugoslavo (n. 1907)
- 1930 - Alberto Pisa, pittore italiano (n. 1864)
- 1930 - Rudolph Schildkraut, attore austriaco (n. 1862)
- 1931 - Vladislav Iosifovič Bortkevič, economista e statistico russo (n. 1868)
- 1931 - Eduardo Camet, schermidore argentino (n. 1876)
- 1932 - Bahíyyih Khánum, persiana (n. 1846)
- 1933 - Irving Babbitt, critico letterario, giornalista e docente statunitense (n. 1865)
- 1933 - Kliment Bojadžiev, generale bulgaro (n. 1861)
- 1933 - Freddie Keppard, musicista statunitense (n. 1890)
- 1933 - Clément Maurice, regista, produttore cinematografico e fotografo francese (n. 1853)
- 1934 - Jules Renkin, politico belga (n. 1862)
- 1934 - Antonina Leonardovna Rževskaja, pittrice russa (n. 1861)
- 1935 - Pieter Cort van der Linden, politico olandese (n. 1846)
- 1935 - Dillo Lombardi, attore teatrale e attore cinematografico italiano (n. 1858)
- 1936 - Charles-Henri-Joseph Binet, cardinale e arcivescovo cattolico francese (n. 1869)
- 1936 - Marco De Marchi, imprenditore, naturalista e filantropo italiano (n. 1872)
- 1936 - Richard Dixon Oldham, geofisico e sismologo inglese (n. 1858)
- 1936 - Aleksandr Petrovič Karpinskij, geologo e mineralogista russo (n. 1847)
- 1936 - Dorsey William Shackleford, politico e avvocato statunitense (n. 1853)
- 1937 - Giovanni Alice, pubblicista, giornalista e politico italiano (n. 1879)
- 1937 - Pietro Mignosi, filosofo e critico letterario italiano (n. 1895)
- 1938 - Auguste Hohenschild, contralto e insegnante tedesca (n. 1851)
- 1938 - Giovanni Pedrotti, alpinista, etnografo e naturalista italiano (n. 1867)
- 1938 - Aurelio Pozzi, militare e aviatore italiano (n. 1913)
- 1939 - Eugen Bleuler, psichiatra svizzero (n. 1857)
- 1940 - Karl Joppich, calciatore tedesco (n. 1908)
- 1940 - Enzio Julitta, drammaturgo e politico italiano (n. 1900)
- 1940 - Giorgio Mancini, militare e aviatore italiano (n. 1906)
- 1940 - Robert Wadlow, showman statunitense (n. 1918)
- 1941 - Walter Ruttmann, regista tedesco (n. 1887)
- 1942 - Charles-Eugène Guye, fisico svizzero (n. 1866)
- 1942 - Roberto Marcelino Ortiz, politico argentino (n. 1886)
- 1943 - Achille Alberti, scultore italiano (n. 1860)
- 1943 - Vittoria Nenni, antifascista italiana (n. 1915)
- 1943 - Aleardo Terzi, pittore, disegnatore e pubblicitario italiano (n. 1870)
- 1944 - Elio Chianesi, partigiano italiano (n. 1910)
- 1944 - Joseph Sadi-Lecointe, militare e aviatore francese (n. 1891)
- 1944 - Marie-Victorin, botanico canadese (n. 1885)
- 1944 - Mikhail Mordkin, ballerino, coreografo e insegnante russo (n. 1880)
- 1944 - Widgey R. Newman, regista e attore britannico (n. 1900)
- 1945 - Thomas Balvay, arbitro di calcio francese (n. 1888)
- 1945 - Julio Lores, calciatore peruviano (n. 1908)
- 1945 - Ugo Maneo, politico italiano (n. 1855)
- 1946 - Rosario DeSimone, mafioso italiano (n. 1873)
- 1946 - Wen Yiduo, scrittore e poeta cinese (n. 1899)
- 1947 - Walter Donaldson, compositore statunitense (n. 1893)
- 1947 - Gustavo Giovannoni, architetto e ingegnere italiano (n. 1873)
- 1947 - Henry Kolker, attore e regista statunitense (n. 1870)
- 1948 - Roy Clements, regista e sceneggiatore statunitense (n. 1877)
- 1948 - John Pershing, generale statunitense (n. 1860)
- 1948 - William Nicholas Selig, produttore cinematografico statunitense (n. 1864)
- 1949 - Eddie DeLange, cantautore statunitense (n. 1904)
- 1950 - Heinz-Wolfgang Schnaufer, aviatore tedesco (n. 1922)
- 1951 - Théodore-Henri Fresson, agronomo e fotografo francese (n. 1865)
- 1951 - Enzo Martissa, aviatore e militare italiano (n. 1913)
- 1952 - Arthur Pink, teologo inglese (n. 1886)
- 1952 - Norman Taber, mezzofondista statunitense (n. 1891)
- 1953 - Eugenio Balzan, giornalista e imprenditore italiano (n. 1874)
- 1953 - John Reginald Christie, serial killer britannico (n. 1899)
- 1953 - Mar Ivanios, arcivescovo cattolico indiano (n. 1882)
- 1954 - Sadriddin Ayni, poeta, romanziere e giornalista tagiko (n. 1878)
- 1954 - Federico Camuri, pittore e fotografo italiano (n. 1863)
- 1955 - Gyula Dobó, calciatore ungherese (n. 1890)
- 1955 - Martin Lintzel, storico tedesco (n. 1901)
- 1956 - Gino Martinesi, generale italiano (n. 1899)
- 1957 - George Cleveland, attore canadese (n. 1885)
- 1957 - James M. Cox, politico statunitense (n. 1870)
- 1957 - Alfred Peterly, calciatore svizzero (n. 1890)
- 1957 - Michel Roux-Spitz, architetto francese (n. 1888)
- 1957 - Willy de Vos, calciatore olandese (n. 1880)
- 1958 - Pasquale Ermini, pilota automobilistico e imprenditore italiano (n. 1905)
- 1958 - Carlo Martini, pittore italiano (n. 1908)
- 1958 - Philipp Nauß, calciatore austriaco (n. 1881)
- 1958 - Veljko Ugrinić, calciatore e allenatore di calcio jugoslavo (n. 1885)
- 1958 - Nuri al-Sa'id, politico iracheno (n. 1888)
- 1959 - Ernest Bloch, compositore e violinista svizzero (n. 1880)
- 1959 - Agostino Gemelli, francescano, medico e psicologo italiano (n. 1878)
- 1959 - Ruben Lagus, generale finlandese (n. 1896)
- 1959 - Félix Mendizábal, velocista spagnolo (n. 1891)
- 1959 - Angelica Pandolfini, soprano italiano (n. 1871)
- 1960 - Anton Giulio Bragaglia, regista, critico cinematografico e saggista italiano (n. 1890)
- 1960 - Lawrence Tibbett, cantante e attore statunitense (n. 1896)
- 1961 - Nina Bari, matematica sovietica (n. 1901)
- 1961 - Giorgio Ferreri, medico, docente e politico italiano (n. 1893)
- 1961 - Umberto Pugliese, generale italiano (n. 1880)
- 1961 - Don Sunderlage, cestista statunitense (n. 1929)
- 1962 - Francesco Pantaleo Gabrieli, magistrato italiano (n. 1888)
- 1964 - Luis Batlle Berres, politico uruguaiano (n. 1897)
- 1964 - Thomas Joseph Cooke, calciatore statunitense (n. 1885)
- 1964 - Paul Maas, filologo classico e linguista tedesco (n. 1880)
- 1966 - Giuseppe Castelli Avolio, giurista, politico e magistrato italiano (n. 1894)
- 1966 - Wilhelm Cornides, militare tedesco (n. 1920)
- 1966 - Alfredo Fabietti, scrittore e traduttore italiano (n. 1893)
- 1966 - Ann Stephens, cantante e attrice inglese (n. 1932)
- 1966 - John Ernest Williamson, fotografo, regista e produttore cinematografico britannico (n. 1881)
- 1967 - Alfredo Guida, editore italiano (n. 1896)
- 1968 - Cai Chusheng, regista cinese (n. 1906)
- 1968 - Alain Laubreaux, giornalista e scrittore francese (n. 1899)
- 1969 - Candido Grassi, politico e partigiano italiano (n. 1910)
- 1969 - Peter van Eyck, attore tedesco (n. 1911)
- 1970 - Eric Berne, psicologo canadese (n. 1910)
- 1970 - Franco Bodrero, ciclista su strada italiano (n. 1943)
- 1970 - Leslie Fry, saggista e agente segreto statunitense (n. 1882)
- 1970 - Herbert Huber, sciatore alpino austriaco (n. 1944)
- 1970 - Frits Lugt, collezionista d'arte e storico dell'arte olandese (n. 1884)
- 1970 - George Mills, calciatore britannico (n. 1908)
- 1970 - Almada Negreiros, pittore e poeta portoghese (n. 1893)
- 1971 - Alfio Fallica, architetto e scultore italiano (n. 1898)
- 1971 - Ester Pastorello, bibliotecaria italiana (n. 1884)
- 1971 - Romeu, calciatore brasiliano (n. 1911)
- 1971 - Petra Schelm, terrorista tedesca (n. 1950)
- 1971 - Bill Thompson, attore e doppiatore statunitense (n. 1913)
- 1972 - Duilio Salatin, calciatore brasiliano (n. 1906)
- 1972 - Martin Wight, politologo e storico britannico (n. 1913)
- 1974 - Ignác Amsel, calciatore ungherese (n. 1899)
- 1974 - Erik Charell, regista, sceneggiatore e attore tedesco (n. 1894)
- 1974 - Christine Chubbuck, giornalista e conduttrice televisiva statunitense (n. 1944)
- 1975 - Marino Furlani, calciatore italiano (n. 1904)
- 1975 - Pippo Starnazza, cantautore, musicista e attore italiano (n. 1904)
- 1975 - Charles Weidman, ballerino statunitense (n. 1901)
- 1976 - Ruggero Ferrario, pistard e ciclista su strada italiano (n. 1897)
- 1976 - James Germain Février, storico e filologo francese (n. 1895)
- 1976 - Paul Gallico, scrittore, giornalista e biografo statunitense (n. 1897)
- 1976 - Alma Pihl, designer finlandese (n. 1888)
- 1976 - Roberto Terracini, scultore italiano (n. 1900)
- 1977 - Battling Battalino, pugile statunitense (n. 1908)
- 1977 - Eugenio Berardi, ingegnere e imprenditore italiano (n. 1921)
- 1977 - William Gerhardie, scrittore e drammaturgo inglese (n. 1895)
- 1977 - Donald Mackay, politico australiano (n. 1933)
- 1977 - Ruggero Maghini, pianista e compositore italiano (n. 1913)
- 1977 - Misha'al bint Fahd Al Sa'ud, principessa saudita (n. 1958)
- 1978 - Jenő Konrád, allenatore di calcio e calciatore ungherese (n. 1894)
- 1979 - Gustavo Díaz Ordaz, politico messicano (n. 1911)
- 1979 - Juana de Ibarbourou, poetessa e scrittrice uruguaiana (n. 1895)
- 1979 - Bengt Ljungquist, schermidore e cavaliere svedese (n. 1912)
- 1980 - Ben Selvin, musicista, direttore d'orchestra e produttore discografico statunitense (n. 1898)
- 1980 - Paul Valcke, schermidore belga (n. 1914)
- 1981 - Renzo Magli, allenatore di calcio e calciatore italiano (n. 1908)
- 1981 - Angelo Parodi, calciatore italiano (n. 1900)
- 1981 - Claudio Ruffini, attore e stuntman italiano (n. 1922)
- 1982 - Teodosio Aimoni, politico italiano (n. 1913)
- 1983 - Gary Bradds, cestista statunitense (n. 1942)
- 1983 - Edith Cross, tennista statunitense (n. 1907)
- 1983 - Elbert Root, tuffatore statunitense (n. 1915)
- 1984 - Luigi Grazzi, scrittore e presbitero italiano (n. 1914)
- 1985 - Diego Giacometti, scultore e disegnatore svizzero (n. 1902)
- 1985 - Giovanni Moscardini, calciatore scozzese (n. 1897)
- 1986 - Rino Ferrari, pittore, illustratore e scultore italiano (n. 1911)
- 1986 - Alfonso Thiele, pilota automobilistico statunitense (n. 1920)
- 1986 - Taiji Yabushita, regista, direttore della fotografia e sceneggiatore giapponese (n. 1903)
- 1987 - Margarete Schlegel, attrice e cantante tedesca (n. 1899)
- 1988 - Jan Brzák-Felix, canoista cecoslovacco (n. 1912)
- 1988 - Tore Keller, calciatore svedese (n. 1905)
- 1988 - Kazimierz Lis, calciatore polacco (n. 1910)
- 1988 - Armand Mouyal, schermidore francese (n. 1925)
- 1989 - Adolfo Bogoncelli, imprenditore e dirigente sportivo italiano (n. 1915)
- 1989 - Lino Cason, calciatore italiano (n. 1914)
- 1989 - Laurie Cunningham, calciatore inglese (n. 1956)
- 1989 - Tassilo Fürstenberg, principe e giornalista tedesco (n. 1903)
- 1989 - Maria Kuncewiczowa, scrittrice polacca (n. 1895)
- 1990 - Oleg Kagan, violinista sovietico (n. 1946)
- 1990 - Margaret Lockwood, attrice britannica (n. 1916)
- 1990 - Luigi Rigamonti, lottatore e chirurgo italiano (n. 1920)
- 1991 - Benedetto Capomazza di Campolattaro, diplomatico italiano (n. 1903)
- 1991 - Bert Convy, attore, cantante e regista statunitense (n. 1933)
- 1991 - Isaac Roberto López, calciatore argentino (n. 1916)
- 1991 - Roger Revelle, geologo e oceanografo statunitense (n. 1909)
- 1992 - Hammer DeRoburt, politico nauruano (n. 1922)
- 1993 - David Brian, attore statunitense (n. 1914)
- 1993 - Young Corbett III, pugile statunitense (n. 1905)
- 1993 - Malek Jân Ne'mati, scrittrice e poetessa iraniana (n. 1906)
- 1993 - Natalino Terracciano, abate italiano (n. 1920)
- 1993 - Petăr Veličkov, calciatore bulgaro (n. 1940)
- 1994 - Maria Cristina Bezzi-Scali, italiana (n. 1900)
- 1994 - Patricio Carvajal, ammiraglio e politico cileno (n. 1916)
- 1994 - Mona Rico, attrice messicana (n. 1907)
- 1995 - Khalid Bakdash, politico siriano (n. 1912)
- 1995 - Robert-Joseph Coffy, cardinale e arcivescovo cattolico francese (n. 1920)
- 1995 - Paula Myers-Pope, tuffatrice statunitense (n. 1934)
- 1995 - Ivano Staccioli, attore italiano (n. 1927)
- 1996 - Dana Hill, doppiatrice e attrice statunitense (n. 1964)
- 1997 - Eve Greene, sceneggiatrice statunitense (n. 1906)
- 1997 - José Guerra Campos, vescovo cattolico spagnolo (n. 1920)
- 1997 - Justinas Lagunavičius, cestista sovietico (n. 1924)
- 1997 - Gianni Versace, stilista e imprenditore italiano (n. 1946)
- 1998 - Pietro Borgarelli, politico e partigiano italiano (n. 1918)
- 1998 - Robert Cornog, fisico e ingegnere statunitense (n. 1912)
- 1998 - Mariano Pallottini, architetto e urbanista italiano (n. 1911)
- 1999 - Gina Berriault, scrittrice e sceneggiatrice statunitense (n. 1926)
- 1999 - Hans-Peter Friedländer, calciatore svizzero (n. 1920)
- 1999 - Horacio Podestá, canottiere argentino (n. 1911)
- 1999 - Simon Ramsay, XVI conte di Dalhousie, nobile e politico scozzese (n. 1914)
- 2000 - Francesco Amadio, vescovo cattolico italiano (n. 1913)
- 2000 - Juan Filloy, scrittore argentino (n. 1894)
- 2000 - John O. Pastore, politico statunitense (n. 1907)
- 2000 - Louis Quilico, baritono canadese (n. 1925)
- 2000 - Kalle Svensson, calciatore svedese (n. 1925)

## XXI secolo(108)
- 2001 - Anthony Ian Berkeley, rapper e produttore discografico trinidadiano (n. 1964)
- 2001 - Ted Berman, regista, animatore e sceneggiatore statunitense (n. 1919)
- 2001 - Marina Știrbei, aviatrice romena (n. 1912)
- 2002 - Barbara Randolph, cantante e attrice statunitense (n. 1942)
- 2002 - Vincent Trần Ngọc Thụ, presbitero vietnamita (n. 1918)
- 2003 - Roberto Bolaño, scrittore, poeta e saggista cileno (n. 1953)
- 2003 - Chuck Grigsby, cestista e allenatore di pallacanestro statunitense (n. 1928)
- 2003 - Alfred Preißler, calciatore tedesco (n. 1921)
- 2003 - Tex Schramm, dirigente sportivo statunitense (n. 1920)
- 2003 - Elisabeth Welch, attrice e cantante statunitense (n. 1904)
- 2004 - Umberto Artioli, storico e critico teatrale italiano (n. 1939)
- 2004 - Ursula Litzman, fotografa tedesca (n. 1916)
- 2004 - František Schmucker, calciatore cecoslovacco (n. 1940)
- 2004 - Elio Sparano, giornalista e conduttore televisivo italiano (n. 1926)
- 2004 - Yōko Watanabe, soprano giapponese (n. 1953)
- 2004 - Sunao Yoshida, scrittore giapponese (n. 1969)
- 2005 - Anne Drungis, schermitrice statunitense (n. 1930)
- 2006 - Alfred Gerdes, hockeista su prato tedesco (n. 1916)
- 2007 - Kelly Johnson, chitarrista inglese (n. 1958)
- 2007 - Kieron Moore, attore irlandese (n. 1924)
- 2008 - György Kolonics, canoista ungherese (n. 1972)
- 2008 - Jurij Michajlov, pattinatore di velocità su ghiaccio sovietico (n. 1930)
- 2008 - Gionata Mingozzi, calciatore italiano (n. 1984)
- 2008 - Danilo Tesini, pilota automobilistico italiano (n. 1925)
- 2008 - Karl Unterkircher, alpinista e esploratore italiano (n. 1970)
- 2008 - Gennadij Vol'nov, cestista sovietico (n. 1939)
- 2009 - Francesca Romana Coluzzi, attrice, stuntwoman e scenografa italiana (n. 1943)
- 2009 - Klára Fried-Bánfalvi, canoista ungherese (n. 1931)
- 2009 - László Orbán, pugile ungherese (n. 1949)
- 2009 - Antonio Pucci, pilota automobilistico italiano (n. 1923)
- 2009 - Thomas L. Schumacher, architetto statunitense (n. 1941)
- 2009 - Natal'ja Ėstemirova, giornalista e attivista russa (n. 1958)
- 2010 - Hank Cochran, cantante statunitense (n. 1935)
- 2010 - Kip King, attore e doppiatore statunitense (n. 1937)
- 2011 - Paulo Borges, calciatore brasiliano (n. 1944)
- 2011 - Manuel Corral, avvocato e religioso spagnolo (n. 1934)
- 2011 - Cornell MacNeil, baritono statunitense (n. 1922)
- 2011 - Friedrich Wilhelm Schnitzler, politico tedesco (n. 1928)
- 2011 - Valentin Nikolaevič Vinogradov, regista sovietico (n. 1933)
- 2011 - Googie Withers, attrice britannica (n. 1917)
- 2012 - Tsilla Chelton, attrice francese (n. 1919)
- 2012 - David Fraser, generale, storico e saggista inglese (n. 1920)
- 2012 - Celeste Holm, attrice statunitense (n. 1917)
- 2012 - Sadamu Komachi, aviatore e militare giapponese (n. 1920)
- 2012 - Anne Paolucci, scrittrice e educatrice statunitense (n. 1926)
- 2013 - Edmondo Ferrero, politico italiano (n. 1924)
- 2013 - Renè Mantegna, percussionista italiano (n. 1951)
- 2013 - Terje Mørkved, calciatore norvegese (n. 1949)
- 2013 - Ben Ormenese, pittore e scultore italiano (n. 1930)
- 2013 - Andrej Razumovskij, regista sovietico (n. 1948)
- 2014 - Edda Buding, tennista tedesca (n. 1936)
- 2014 - Elda Cividino, ginnasta italiana (n. 1921)
- 2014 - Paolo Finardi, partigiano italiano (n. 1928)
- 2014 - Pietro Giacomo Nonis, vescovo cattolico, teologo e storico della filosofia italiano (n. 1927)
- 2015 - Federico Cerruti, collezionista d'arte italiano (n. 1922)
- 2015 - Alan Curtis, clavicembalista, musicologo e direttore d'orchestra statunitense (n. 1934)
- 2015 - Aubrey Morris, attore britannico (n. 1926)
- 2015 - Franco Mosino, filologo e grecista italiano (n. 1932)
- 2015 - Pierangelo Summa, regista teatrale e scultore italiano (n. 1947)
- 2015 - Anita Todesco, attrice italiana (n. 1932)
- 2016 - Qandeel Baloch, attrice, modella e blogger pakistana (n. 1990)
- 2016 - Arpad Kertesz, fotografo, modello e attore italiano (n. 1940)
- 2016 - Giuseppe Martinelli, pittore italiano (n. 1930)
- 2017 - Agostino Cilardo, arabista italiano (n. 1947)
- 2017 - Josef Hamerl, calciatore austriaco (n. 1931)
- 2017 - Martin Landau, attore statunitense (n. 1928)
- 2017 - Maryam Mirzakhani, matematica iraniana (n. 1977)
- 2017 - Babe Parilli, giocatore di football americano statunitense (n. 1930)
- 2017 - Shūtarō Shōji, cestista e allenatore di pallacanestro giapponese (n. 1933)
- 2018 - Ronny Fredrik Ansnes, fondista norvegese (n. 1989)
- 2018 - Ray Emery, hockeista su ghiaccio canadese (n. 1982)
- 2018 - Franco Mandelli, ematologo italiano (n. 1931)
- 2018 - Dragutin Šurbek, tennistavolista croato (n. 1946)
- 2019 - Ousmane Tanor Dieng, politico senegalese (n. 1947)
- 2019 - Barbara Valmorin, attrice italiana (n. 1939)
- 2019 - Nagashibay Zhusupov, sovietico (n. 1958)
- 2020 - Carlotta Barilli, attrice italiana (n. 1935)
- 2020 - Severino Cavalcanti, politico brasiliano (n. 1930)
- 2020 - Filippo De Luigi, regista italiano (n. 1938)
- 2020 - Paul Fusco, fotografo statunitense (n. 1930)
- 2020 - Sibylle Geiger, costumista e scenografa svizzera (n. 1930)
- 2020 - Ivar Genesjö, schermidore svedese (n. 1931)
- 2020 - Oscar Hugh Lipscomb, arcivescovo cattolico statunitense (n. 1931)
- 2020 - Mario Paciolla, giornalista e attivista italiano (n. 1987)
- 2020 - Eugenio Scarpellini, vescovo cattolico italiano (n. 1954)
- 2020 - Toke Talagi, politico niueano (n. 1960)
- 2021 - Luciano Alberti, bobbista e hockeista su ghiaccio italiano (n. 1932)
- 2021 - Libero De Rienzo, attore italiano (n. 1977)
- 2021 - Yoel Kahn, rabbino, mistico e scrittore russo (n. 1930)
- 2021 - Jean Kraft, mezzosoprano statunitense (n. 1927)
- 2021 - Jerry Lewis, politico statunitense (n. 1934)
- 2021 - William F. Nolan, scrittore statunitense (n. 1928)
- 2022 - Francesco De Lucia, politico italiano (n. 1934)
- 2022 - Georgij Jarcev, allenatore di calcio e calciatore sovietico (n. 1948)
- 2022 - Aleksandr Kozlov, calciatore russo (n. 1993)
- 2022 - Pleun Strik, calciatore olandese (n. 1944)
- 2023 - Francisco Ibáñez, fumettista spagnolo (n. 1936)
- 2023 - Lew Morrison, hockeista su ghiaccio canadese (n. 1948)
- 2023 - William O'Malley, gesuita statunitense (n. 1931)
- 2024 - Joe Bryant, cestista e allenatore di pallacanestro statunitense (n. 1954)
- 2024 - Juan Ricardo Faccio, calciatore, allenatore di calcio e giornalista uruguaiano (n. 1936)
- 2024 - Gaetano Gebbia, allenatore di pallacanestro italiano (n. 1957)
- 2024 - Vito Giovannelli, incisore, pittore e medaglista italiano (n. 1933)
- 2024 - Hyun Cheol, cantante sudcoreano (n. 1942)
- 2024 - Kevin Michael Manning, vescovo cattolico australiano (n. 1933)
- 2024 - Gil de Roca Sales, compositore, direttore di coro e scrittore brasiliano (n. 1933)
- 2025 - Audun Grønvold, sciatore alpino e sciatore freestyle norvegese (n. 1976)
- 2025 - Gilberto Severini, scrittore italiano (n. 1941)

## Senza anno specificato(1)
- Boleslao I di Boemia, sovrano boemo